# 吕品田
吕品田（1959年3月19日—），男，江西上饶人，中国美术理论家、评论家，现任中国艺术研究院常务副院长兼研究生院院长，中国美术家协会理事，中国文艺评论家协会理事。